# Воля-Циха
Воля-Циха (пол. Wola Cicha) — село в Польщі, у гміні Глогув-Малопольський Ряшівського повіту Підкарпатського воєводства. Населення — 336 осіб (2011).
У 1975-1998 роках село належало до Ряшівського воєводства.

## Демографія
Демографічна структура станом на 31 березня 2011 року:
|          | Загалом | Допрацездатний вік | Працездатний вік | Постпрацездатний вік |
| -------- | ------- | ------------------ | ---------------- | -------------------- |
| Чоловіки | 150     | 33                 | 98               | 19                   |
| Жінки    | 186     | 42                 | 104              | 40                   |
| Разом    | 336     | 75                 | 202              | 59                   |